# جنبش حوثی‌ها
جنبش حوثی‌ها یا شورشیان حوثی (به عربی: الحوثیون) با نام رسمی انصارالله (به عربی: أَنْصَار ٱللّٰه)، سازمان سیاسی و نظامی اسلامگرای شیعه زیدی در یمن است که در دهه ۱۹۹۰، در شمال غربی یمن پدید آمد. این جنبش، پیشتر شباب‌المؤمن نام داشت و هم‌اکنون خود را انصارالله، معرفی می‌کند. حوثی‌ها هم‌اکنون بر صنعا (پایتخت یمن در قانون اساسی) و بخش‌های شمالی آن تسلط دارند و دولت یمن به‌طور موقت شهر عدن را به عنوان پایتختش انتخاب کرده است. محمد علی حوثی رئیس شورای عالی سیاسی یمن نیز از همین جنبش است.
با اینکه همهٔ اعضای این جنبش از خانواده حوثی نیستند اما رهبری و شمار اعضای این خاندان در رهبری اعتراضات و شورش صعده، باعث شده همه آنها به این نام شناخته شوند. رابطهٔ این گروه با سنی‌های یمن پیچیده است؛ گاه آنان را مورد آزار قرار داده‌اند اما بخشی از اعضای گروه مسلمانان سنی هستند. شمار نیروهای این گروه در سال ۲۰۱۱ نزدیک به ۱۰۰٬۰۰۰ نفر بود. زمینه کاری ایشان بیشتر در شمال‌باختری یمن و استان صعده متمرکز بود. حوثی‌های یمن در فهرست گروه‌های تروریستی ایالات متحده آمریکا، عربستان سعودی، امارات متحده عربی و مالزی قرار دارد.
پس از آغاز جنگ غزه در سال ۲۰۲۳، حوثی‌ها شلیک موشک به سمت اسرائیل و حمله به کشتی‌ها در سواحل یمن در دریای سرخ را آغاز کردند. آن‌ها این اقدامات را ابراز همبستگی با فلسطینیان و با هدف تسهیل ورود کمک‌های بشردوستانه به نوار غزه اعلام کرده‌اند.

## نام
نام «حوثی» به رهبرشان حسین حوثی انتساب دارد که در سال ۲۰۰۴ توسط نیروهای ارتش یمن کشته شد. او در دهه ۱۳۶۰ برای آشنایی با اندیشه‌های سید روح‌الله خمینی به قم سفر کرد و یکی از مریدان وی شد. رهبران «شباب المومنین»، گروهی که حوثی‌ها از دل آن زاده شد نیز با روحانیون شیعه ایرانی روابط نزدیکی داشتند.
یمن، ساختاری عشیره‌ای و قبیله‌ای دارد. این ساختار در روابط اجتماعی و تحولات سیاسی آن کشور بسیار تأثیر گذار است. چندین قبیله در یمن وجود دارند که قبیله همدان یکی از آنها است. این قبیله از آغاز اسلام و به ویژه در جایگاه شیعیان یمن، نقش مهمی داشته است. حوثی‌ها یک از خاندان‌های قبیله همدان یمن هستند. با اینکه اغلب اعضای این گروه از خاندان حوثی نیستند، دولت پیشین یمن و عربستان سعودی با اطلاق واژه «حوثی» به تمامی اعضای این جنبش، سعی در تحقیر آن‌ها دارند. این اقدام در چارچوب ساختار قبیله‌ای و عشیره‌ای یمن معنا پیدا می‌کند، چرا که در چنین فرهنگی، نسبت دادن فرد به قبیله یا خاندانی غیر از اصل و نسبش، نوعی اهانت تلقی می‌شود.

## آغاز جنبش

### سیاسی
جنبش حوثی در سال‌های دهه ۱۹۹۰ تشکیل شد. آنان تاکنون برای گرفتن حقوق شیعیان ۶ بار با حکومت یمن جنگیده‌اند. سازمان جوانان مؤمن (الشباب المؤمن) دو گام را پشت سر نهاد. گام تأسیس در ۱۹۸۶ و شکل‌گیری که از سال ۱۹۹۰ و کمی پس از اعلام وحدت دو یمن در برخی از مناطق استان صعده در شمال پایتخت (صنعا) آغاز شد. رفته‌رفته دامنهٔ فعالیت شباب‌المؤمن از استان صعده به استان‌ها و شهرستان‌های دیگری کشیده شد که صبغهٔ زیدی بودنشان قوی بود. تا اینکه شمار افراد این مرکز در استان صعده به پانزده هزار تن و بنا به اعلام بیانیه‌ای به نام شیعیان اثناعشری یمنی به هجده هزار تن رسید.
شباب‌المؤمن که بعدها به جنبش حوثی معروف شد در سال ۱۹۹۰ به عنوان جنبش یا سازمانی فکری سیاسی و مسلح ابراز وجود کرد. تا پیش از این، فعالیت اولیهٔ این جنبش، محدود به ارائهٔ آموزش‌های دینی و تربیت و کادرسازی می‌شد. مخالفت با وهابیت از محورهای شکل‌گیری حوثی‌ها بود.

### آموزش نظامی
نشریه تلگراف به نقل از منابع اطلاعاتی در داخل ایران اعلام کرده است که حوثی‌های یمن در «دانشگاه علوم و فنون دریایی امام خامنه‌ای» در زیباکنار رشت آموزش دیده‌اند و شخص سید علی خامنه‌ای بر فعالیتهای آنها نظارت دارد که وی بر اقدامات حوثی‌ها در دریای سرخ نقش محوری و شخصی داشته و دستور داده تا سلاح‌ها و تجهیزات بیشتری در اختبار این گروه قرار گیرد. گفته می‌شود ۲۰۰ نفر از حوثی‌ها در این دانشگاه آموزش دیده‌اند.

### مسلحانه
گام دوم، که رویارویی مسلحانه یا سازمان‌دهی مسلحانهٔ علنی معروف به «جامعه الحوثی» است از سال ۲۰۰۴ (میلادی) آغاز شد. این رویارویی با اعتراضاتی به رهبری سید حسین بدرالدین حوثی آغاز شد. علی عبدالله صالح، رئیس‌جمهور یمن در آن هنگام، از حسین حوثی برای گفتگو دربارهٔ مشکلات مردم صعده دعوت کرد. اما بدرالدین این دعوت را رد کرد. در پی آن، نیروهای امنیتی به حوثی‌ها حمله کردند و پس از دو ماه او را کشتند. پس از او پدرش، بدرالدین حوثی به رهبر معنوی و عبدالملک حوثی (و یحیی حوثی، که هر دو از برادران حسین) به رهبری مسلحانه جنبش رسیدند.
از این هنگام، گروه حوثی به گروه‌های شبه‌نظامی تبدیل شد که دارای بُعد ایدئولوژیک (مانند سر دادن شعار مرگ بر آمریکا) بودند. این گروه‌های نظامی در ۴ سال، پنج جنبش مسلحانه را در برابر ارتش یمن انجام دادند. آغاز این دورهٔ چهار ساله ۱۸ ژوئن ۲۰۰۴ و پایان آن ۱۷ ژوئیه ۲۰۰۸ بود. البته میان هر جنگ و جنگ بعدی، دورهٔ استراحتی فاصله می‌انداخت. دامنهٔ عملیات جنگ پنجم، البته گسترده‌تر بود و به مناطق صعده محدود نشده و به مناطقی کشیده شد که به‌طور سنتی، گرایش زیدی هادوی داشتند. یکی از این مناطق، شهرستان «بنی حشیش» یکی از نزدیک‌ترین شهرها به «صنعا» است. این جنگ به شدت ارتش یمن را به خود مشغول کرد. حتی در سال ۲۰۰۹ عربستان سعودی به آنها حمله نظامی کرد. این درگیری‌ها با امضای یک قرارداد صلح در سال ۲۰۱۰ به پایان رسیدند.

## رهبران
- حسین حوثی – رهبر سابق (کشته شده در ۲۰۰۴)
- عبدالملک حوثی – رهبر کنونی از ۲۰۰۴
- محمد عبدالکریم غماری – رئیس ستاد کل نیروهای مسلح یمن
- یحیی حوثی – رئیس شاخه سیاسی
- عبدالکریم حوثی – فرمانده ارشد نظامی
- بدرالدین حوثی – رهبر معنوی (درگذشته در ۲۰۱۰)
- محمد ناصر العاطفی – وزیر دفاع دولت منصوب انصارالله
- عبدالله رزامی – فرمانده اسبق نظامی
- ابوعلی عبدالله الحاکم حوثی – فرمانده نظامی
- صالح هابرا – رهبر سیاسی[۸۵]
- فارس محمد مناع – فرماندار منصوب صعده[۸۶] و رئیس سابق کمیته ریاست‌جمهوری صالح[۸۷]

## حملات نظامی آمریکا
مدت هاست که ایالات متحده از عربستان سعودی در جنگ علیه جنبش حوثی‌ها در یمن حمایت می‌کند. این جنگ بدترین فاجعه انسانی در جهان را ایجاد کرده و تهدید می‌کند که به بزرگ‌ترین قحطی در دهه‌های اخیر تبدیل شود. با این حال، تعداد بسیار کمی از آمریکایی‌ها می‌دانند که حوثی‌ها چه کسانی هستند، از چه چیزی حمایت می‌کنند.
فرماندهی مرکزی ایالات متحده آمریکا، سنتکام، با صدور بیانیه‌ای اعلام کرد صبح یکشنبه پانزدهم بهمن به وقت صنعا، یک موشک کروز ضدکشتی حوثی‌ها را هدف حمله قرار داد. همچنین سنتکام اعلام کرد روز شنبه ۱۴ بهمن با استفاده از ناوهای مستقر در منطقه و جت‌های جنگنده، به ۳۶ هدف از مواضع متعلق به حوثی‌ها در ۱۳ نقطه مختلف یمن حمله و این پایگاه‌ها را منهدم کردند.
دونالد ترامپ رئیس‌جمهور ایالات متحده آمریکا در حساب کاربری شبکه اجتماعی تروث سوشال نوشت «دوران شما تروریست‌های حوثی تمام شده و حملات‌تان باید از امروز متوقف شود و اگر متوقف نشود، به شکلی جهنم بر شما نازل خواهد شد که پیش‌تر ندیده‌اید.» وی همچنین نوشت «ایالات متحده در حال انجام حملات هوایی علیه پایگاه‌ها، رهبران و سامانه‌های پدافند موشکی این گروه تروریستی است تا از ناوبری دریایی آمریکا محافظت کرده و آزادی کشتیرانی را بازگرداند.» ترامپ بعدازظهر شنبه ۱۶ مارس (۲۶ اسفند) دستور بمباران ده‌ها هدف متعلق به حوثی‌ها در یمن را صادر کرد.۲۲ ژانویه ۲۰۲۴، دونالد ترامپ، رئیس‌جمهور ایالات متحده، یک فرمان اجرایی امضا کرد که وزیر امور خارجه ایالات متحده را ملزم می‌کند ظرف ۳۰ روز، حوثی‌ها را به عنوان یک سازمان تروریستی خارجی معرفی کند.

## جنگ داخلی یمن
اعتراضاتی که در سال ۲۰۱۱ به رهبری حوثی‌ها و در مخالفت با افزایش قیمت سوخت و گسترش فساد در دولت یمن صورت گرفت باعث شد پای بهار عربی به یمن نیز باز شود. کناره‌گیری علی عبدالله صالح از قدرت به آشفتگی سیاسی در کشور انجامید. گروه‌های بسیاری برای رسیدن به قدرت با یکدیگر رقابت کردند. اما حوثی‌ها یکی از معدود گروه‌هایی بود که تجربه مبارزه مسلحانه هم داشت. آنها شعار خود را خودمختاری محلی، احترام به تنوع جمعیتی یمن و گسترش حقوق دموکراتیک عنوان کردند و با کنش‌های مسلحانه، به غیر از پایگاه اصلی خود، استان صعده، حضور خود را در دیگر استان‌ها مانند استان عمران گسترش دادند. مخالفت آنها با علی عبدالله صالح حمایت برخی از دیگر گروه‌ها از آنان را جلب کرد. حوثی‌ها با کمک آنان توانستند دیگر رقبا و به ویژه سنی‌ها را کنار زده و وارد صنعا شوند.
تا سپتامبر ۲۰۱۴ گفته شد که حوثی‌ها کنترل قسمتهایی از یمن شامل ساختمانهای دولتی و ایستگاه رادیو را به‌دست آورده‌اند. هنگامی‌که حوثی‌ها کنترل خود را به دیگر قسمتهای صنعا و شهرکهایی نظیر رداع گسترش می‌دادند به شدت از جانب القاعده چالش کشیده شدند. کشورهای حاشیه خلیج فارس اعتقاد داشتند که حوثی‌ها کمکهایی را از جانب ایران دریافت می‌کنند درحالی‌که عربستان سعودی به دیگر رقبای یمنی آنها کمک می‌کند.
در ژانویه ۲۰۱۵ حوثی‌ها با پیش‌نویس قانون اساسی دولت تازه عبدربه منصور هادی مخالف بودند و با سوار شدن بر نارضایتی عمومی از تصمیم دولت هادی دربارهٔ سوبسیدها، محل زندگی عبدربه منصور هادی را محاصره کردند و خواهان امتیازهای بیشتر شدند. آنها سپس در ۲۰ ژانویه با تصرف کاخ ریاست‌جمهوری عبدربه منصور هادی را وادار به استعفا کردند. این کار باعث کاهش حمایت گروه‌های سیاسی دیگر از حوثی‌ها شد زیرا آنها توانایی سیاسی لازم برای متحد کردن جامعه متکثر یمن را نداشتند؛ بنابراین ناچار شدند به قوای نظامی خود تکیه کنند.
در ۶ فوریه ۲۰۱۵ حوثی‌ها با منحل اعلام کردن پارلمان یمن و تشکیل یک شورای ۵ نفره برای ریاست‌جمهوری به نام «کمیته عالی انقلابی»، قدرت را در این کشور به دست گرفتند. پس از آن عبدربه منصور هادی به عربستان سعودی گریخت. سپس حوثی‌ها در دیگر نقاط یمن مانند عدن و حدیده نیز قدرت گرفتند. قدرت گرفتن حوثی‌ها باعث ورود عربستان (به همراه چند کشور دیگر در یک ائتلاف) به جنگ داخلی یمن در اوایل سال ۲۰۱۵ شد. حوثی‌ها برای مقابله با عربستان با نیروهای علی عبدالله صالح ائتلاف کردند. این همراهی دیری نپایید و به درگیری میان آن دو در سال ۲۰۱۷ منجر شد. چرخش علی عبدالله صالح به سمت عربستان، به کشته شدن او در اواخر سال ۲۰۱۷ انجامید.
حوثی‌ها در سال‌های جنگ داخلی یمن به غیر از جنگ با ائتلاف به رهبری عربستان، با گروه‌های شبه‌نظامی رقیب در یمن، مانند القاعده و داعش در یمن نیز درگیر بوده‌اند.

نقشهٔ جزئیات کش‌مکش‌های یمن
در دست انصارالله یمن
در دست نیروهای طرفدار منصور هادی
در دست القاعده یا انصارالشریعه (وفادار به داعش)
در دست مجلس انتقالی جنوبی

## فهرست تروریستی
- حوثی‌های یمن در فهرست گروه‌های تروریستی ایالات متحده آمریکا، عربستان سعودی، امارات متحده عربی، مالزی، کانادا ،استرالیا و نیوزیلند قرار دارد. این گروه در فهرست تروریستی سازمان ملل متحد، بریتانیا، فرانسه، روسیه، چین و اتحادیه اروپا قرار نگرفته است.
- در دی ۱۳۹۹، دولت ترامپ حوثی‌ها یمن را در فهرست گروه‌های تروریستی گذاشت و این گروه را تحریم کرد.[۹۸] اما با روی کار آمدن دولت جو بایدن، وی این گروه‌ها را از فهرست تروریستی حذف کرده و تحریم آن را لغو کرد.[۹۹][۱۰۰]
- روز ۲۰ مه ۲۰۲۱ ایالات متحده دو رهبر ارشد نیروهای حوثی در یمن که در حملات نظامی دخیل هستند را لیست گذاری کرد، محمد عبد الکریم الغماری را به موجب فرمان اجرایی ۱۳۶۱۱ و یوسف المدنی را مطابق فرمان اجرایی ۱۳۲۲۴ به‌عنوان تروریست جهانی ویژه (SDGT) لیست گذاری شدند.[۱۰۱]
- روز ۲۳ فوریه ۲۰۲۲ آنتونی بلینکن وزیر خارجه آمریکا با صدور بیانیه‌ای اعلام کرد که ایالات متحده اعضای یک شبکه بین‌المللی که در تأمین مالی نیروهای نظامی حوثی‌ها نقش دارد، لیست گذاری می‌کند. این نیروها به‌طور نوبه‌ای به غیرنظامیان و زیرساخت‌های غیرنظامی در یمن و کشورهای همسایه حمله می‌کنند و درعین‌حال بحران انسانی یمن را تشدید می‌کنند. ایالات متحده این اقدام را با شرکای خود در خلیج‌فارس به‌طور تنگاتنگ هماهنگ کرده است. این شبکه که تحت رهبری نیروی قدس سپاه پاسداران انقلاب اسلامی و سعید الجمال، تأمین مالی کننده حوثی‌ها، فعالیت می‌کند، برای حمایت از حوثی‌ها ده‌ها میلیون دلار به یمن منتقل کرده است.[۱۰۲]
- روز ۱۶ ژانویه ۲۰۲۴ آمریکا بار دیگر این گروه را در لیست تروریستی خود قرار داد.[۱۰۳]
- دونالد ترامپ، رئیس‌جمهور آمریکا در ۲۲ ژانویه ۲۰۲۵ نام حوثی‌های یمن را به فهرست سازمان‌های تروریستی خارجی برگرداند. کاخ سفید در بیانیه‌ای تأکید کرده بود که حوثی‌های یمن با کمک نیروی قدس سپاه پاسداران که وظیفه آن «آموزش و مسلح کردن سازمان‌های تروریستی در سراسر جهان» است، از سال ۲۰۲۳ ده‌ها بار به سوی کشتی‌های جنگی آتش گشوده و جان نیروهای نظامی آمریکایی را به مخاطره انداخته‌اند.[۱۰۴]

## جنگ نیابتی
با وجود حمایت عربستان سعودی و ایران از گروه‌های رقیب در یمن، نمی‌توان درگیری‌های یمن را به درگیری نیابتی ایران و عربستان سعودی تقلیل داد؛ زیرا تاریخ معاصر یمن صحنه کشمکش‌های داخلی و خارجی پیاپی بوده است. خود یمنی‌ها آن قدر اختلاف، درگیری خشونت‌بار و جنگ با هم داشته‌اند که برای راه افتادن جنگ نیازی به مداخله رقیبان خارجی نیست. هرچند رقابت ایران و عربستان برای گسترش نفوذشان در منطقه در آتش جنگ یمن دمیده است.

## تسلیحات
کارشناسان سازمان ملل اعلام کردند که ویژگی‌های فنی برخی سلاح‌ها و قطعات پهپادهایی که به حوثی‌ها در یمن می‌رسد، به تسلیحات ساخت ایران شباهت دارد. اما در وبگاه‌های مختلف نشان دادن که ایران تأمین سلاح به حوثی‌ها می‌کند.
روز چهارشنبه ۳۰ بهمن ۱۳۹۸ ویلیام اوربان سخنگوی سنتکام طی یک نشست خبری جزئیات تسلیحات توقیف شده در دریای عرب که برای حوثی‌های یمن ارسال می‌شد را فاش کرد و گفت ۱۵۰ موشک هدایت شونده ضدتانک دهلاویه ساخت ایران و موشک‌های زمین به هوا، سه موشک سطح به هوا مدل ۳۵۸ و قطعات سیستم‌های هواپیمای بدون سرنشین و … در این محموله همگی ساخت ایران است.

### رابطه با دولت ایران
یمن به‌طور تاریخی در روابط خارجی ایران اولویت بالایی نداشته و تنها در سال‌های اخیر به یکی از مسایل سیاست خارجی آن تبدیل شده است. شعارهای حوثی‌ها شباهت زیادی با شعارهای سیاسی حکومت ایران دارد. همچنین انقلاب ۱۳۵۷ ایران برای روحانیون زیدی یمن الهام‌بخش بود. مدارک افشا شده در وبگاه ویکی‌لیکس نشان می‌دهند که در درگیری‌های بین سال ۲۰۰۴ تا ۲۰۱۰ مستندات کافی برای اثبات دخالت ایران در آن درگیری‌ها وجود ندارد.
کمی پس از تسخیر صنعا از سوی حوثی‌ها، هیاتی از مقام‌های حوثی به ایران سفر کردند و اعلام شد که پرواز مستقیمی بین تهران و صنعا برقرار می‌شود.
در آوریل ۲۰۱۵ برنادت میهان سخنگوی شورای امنیت ملی آمریکا گفت: «ارزیابی ما این است که ایران فرماندهی و کنترل حوثی‌های یمن را برعهده ندارد».
کشورهای عربی حاشیه خلیج فارس ایران را علی‌رغم عدم ارتباط جغرافیایی، به حمایت مالی و نظامی از حوثی‌ها محکوم می‌کنند در حالی که حکومت ایران این اتهام را رد می‌کند.
در آوریل ۲۰۱۶ نیروی دریایی آمریکا اعلام کرد کشتی بزرگ ایرانی حامل اسلحه‌های کلاشنیکف، سلاح‌های دوش‌پرتاب، راکت و نارنجک که در راه یمن بود را متوقف کرده است.
علی عبدالله صالح رئیس‌جمهور پیشین یمن چندی پیش از مرگش با بیان اینکه ایران در یمن حضور ندارد، اعلام کرده بود: ایران ورود در ائتلاف راهبری یمن را با وجود درخواست من رد کرد.
گزارش کارشناسان سازمان نشان می‌دهد ایران با ارسال سلاح و پول و همچنین آموزش نظامی به حوثی‌ها کمک می‌کند. اما ایران و حوثی‌ها این گفته‌ها را رد می‌کنند. حتی در آغاز قدرت‌گیری، حوثی‌ها در مواردی سعی کردند دربارهٔ ایران سکوت کنند یا بگویند که با آن فاصله دارند.
با این حال، به گفته یکی از فرماندهان ارشد سپاه پاسداران، در سال ۱۴۰۰، سپاه پاسداران به دولت ایران گزارش داد که برای هر یک از اعضای حوثی‌ها، بین ۵۰۰ تا ۱۰۰۰ دلار می‌پردازد.
کلی کرفت، سفیر ایالات متحده آمریکا در سازمان ملل متحد روز سه شنبه ۲۹ بهمن ۱۳۹۸ تهران را به دلیل ارسال سلاح برای حوثی‌ها متهم کرد که برای از بین بردن امکان دستیابی به راه حل سیاسی تلاش می‌کند.